# Inside Job (film)
Inside Job är en dokumentärfilm om finanskrisen 2007–2008, regisserad av Charles Ferguson. Filmen visades vid filmfestivalen i Cannes i maj 2010 och vann en Oscar för bästa dokumentär vid Oscarsgalan 2010.
Filmens regissör Ferguson har beskrivit filmen som en film om "systematisk korruption i USA genom finansiella tjänster och konsekvenserna av systematisk korruption." I fem delar visar filmen hur förändringar i den politiska miljön och praxis i banksektorn bidrog till att skapa den finansiella krisen. Inside Job togs väl emot av filmkritiker som hyllade den för sin taktfasthet, forskning och framställning av komplexa material.